# Elecciones parlamentarias de Noruega de 1965
Las elecciones parlamentarias de Noruega fueron realizadas entre el 12 y 13 de septiembre de 1965. El Partido Laborista se posicionó como el partido político más grande, obteniendo 68 de los 150 escaños. Sin embargo, los 4 partidos no socialistas lograron conformar una mayoría parlamentaria y formaron un gobierno. Por Borten, líder del Partido de Centro, se convirtió en Primer ministro.

## Resultados
| Partido                     | Votos     | %    | Escaños | +/–   |
| --------------------------- | --------- | ---- | ------- | ----- |
| Partido Laborista           | 883.320   | 43.1 | 68      | –6    |
| Høyre                       | 415.612   | 20.3 | 31      | +2    |
| Venstre                     | 207.834   | 10.2 | 18      | +4    |
| Partido de Centro           | 191.702   | 9.4  | 18      | +2    |
| Partido Demócrata Cristiano | 160.331   | 7.8  | 13      | –2    |
| Partido Popular Socialista  | 122.721   | 6.0  | 2       | 0     |
| Partido Comunista           | 27.996    | 1.4  | 0       | 0     |
| Cristianos-Conservadores    | 22.800    | 1.1  | *       | –     |
| Centristas-Liberales        | 14.713    | 0.7  | **      | –     |
| Partido Democrático Noruego | 194       | 0.0  | 0       | Nuevo |
| Protectores de la Libertad  | 163       | 0.0  | 0       | Nuevo |
| Votos salvajes              | 8         | 0.0  | –       | –     |
| Votos en blanco/nulos       | 8.697     | –    | –       | –     |
| Total                       | 2.056.091 | 100  | 150     | 0     |
| Participación electoral     | 2.406.866 | 85.4 | –       | –     |
| Fuente: Nohlen & Stöver     |           |      |         |       |

*La lista conjunta del Høyre y el Partido Demócrata Cristiano ganaron dos escaños, en donde se repartieron un escaño para cada uno.
**La lista conjunta del Partido de Centro y el Venstre obtuvieron un escaño, siendo adquirido por el Partido de Centro.